# Baghran (huyện)
Baghran là một huyện thuộc tỉnh Helmand, Afghanistan. Dân số thời điểm năm 1999 là 67,548 người.